# Félicien David

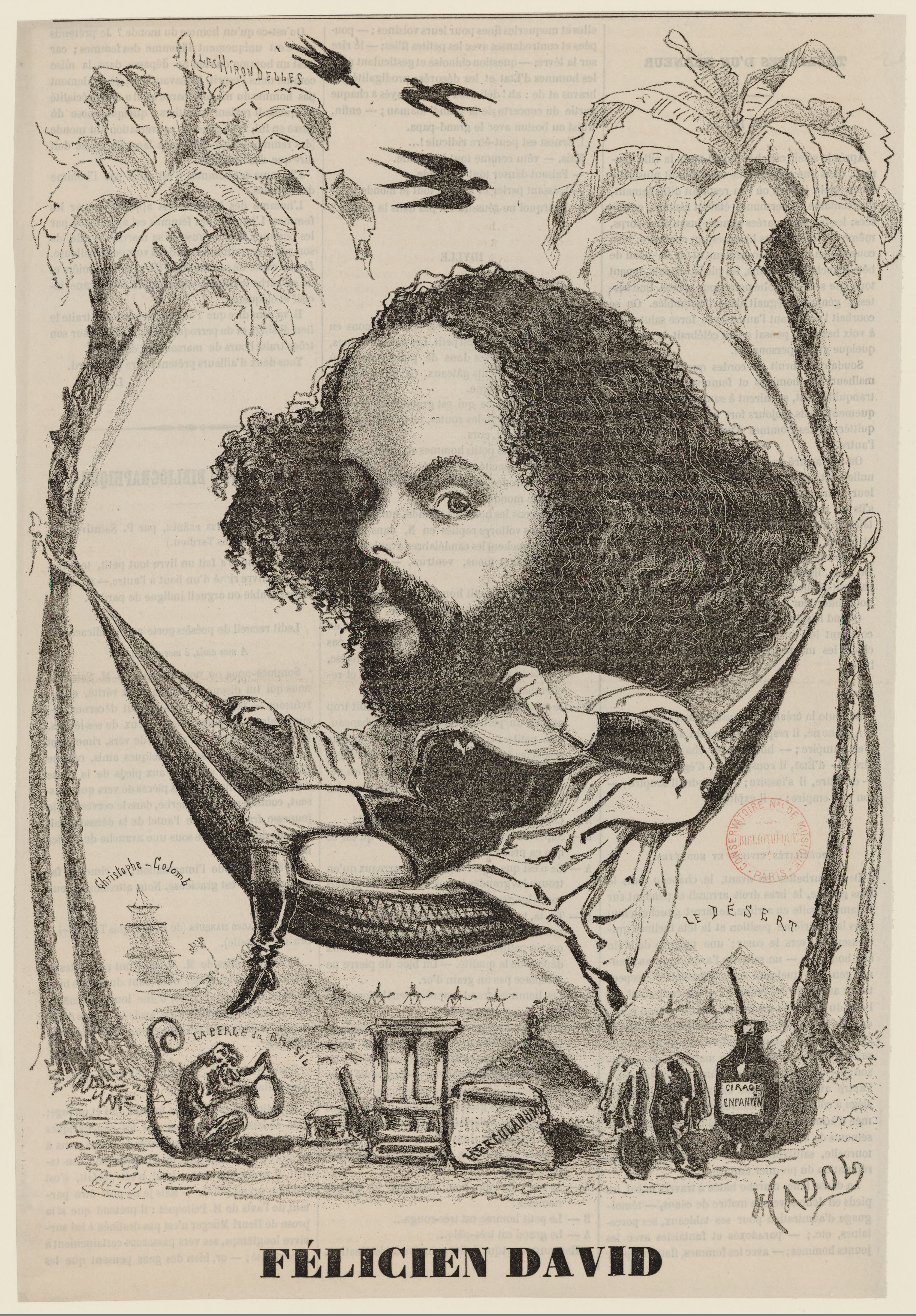
Caricatura di Félicien David realizzata da Paul Hadol (1860).

Félicien David, nome completo Félicien César David (Cadenet, 13 aprile 1810 – Saint-Germain-en-Laye, 29 agosto 1876), è stato un compositore francese.

## Biografia
Quinto e ultimo figlio di Charles-Nicolas David, violinista dilettante, e di Marie-Anne Arquier.
All'età di cinque anni iniziò a studiare musica sotto la direzione paterna, ma un anno dopo, rimase orfano per la morte del padre e da quel momento fu educato dalla sorella maggiore.
Grazie alla sua bella voce entrò nel coro della cattedrale Saint-Sauveur di Aix-en-Provence.
Intraprese studi letterari, per un triennio,  al collegio dei Gesuiti.
Maestro di cappella ad Aix-en-Provence, lasciò la sua regione per trasferirsi a Parigi dove completerà la sua formazione musicale nel Conservatorio parigino.
Diede lezioni di solfeggio, pianoforte e armonia, mentre studiava composizione e contrappunto sotto la guida di Fétis e l'organo con Benoist.
Nel 1831 si iscrisse al movimento socialista francese dei Saint-Simonien e questo fatto gli costò la partenza per l'Oriente, che intraprese fra il 1833 ed 1835 e che gli lascerà un gusto marcato per le melodie esotiche. 
Soggiornò a Costantinopoli, a Smirne, a Gerusalemme, ad Alessandria d'Egitto ed a Il Cairo.
Ritornato dopo tre anni a Parigi, nel 1835 pubblicò una raccolta di canti orientali; nel 1844 una ode sinfonica intitolata Le désert orientaleggiante; due anni dopo fu la volta del Mosè sul Sinai; quindi l'ode sinfonica Colombus, le opere Herculanum (1859 all'Opéra di Parigi con Adelaide Borghi-Mamo), Le saphir.
La seconda metà della vita di Félicien David è stata più felice della prima. Ufficiale della Legion d'onore dal 1862, pensionato della lista civile, vide gli organi ufficiali e il sovrano stesso rendere giustizia al suo merito, e l'Accademia gli assegnò il premio di ventimila franchi. Prenderà poi il posto di Berlioz all'Institut de France, nel 1869.

## Selezione delle opere

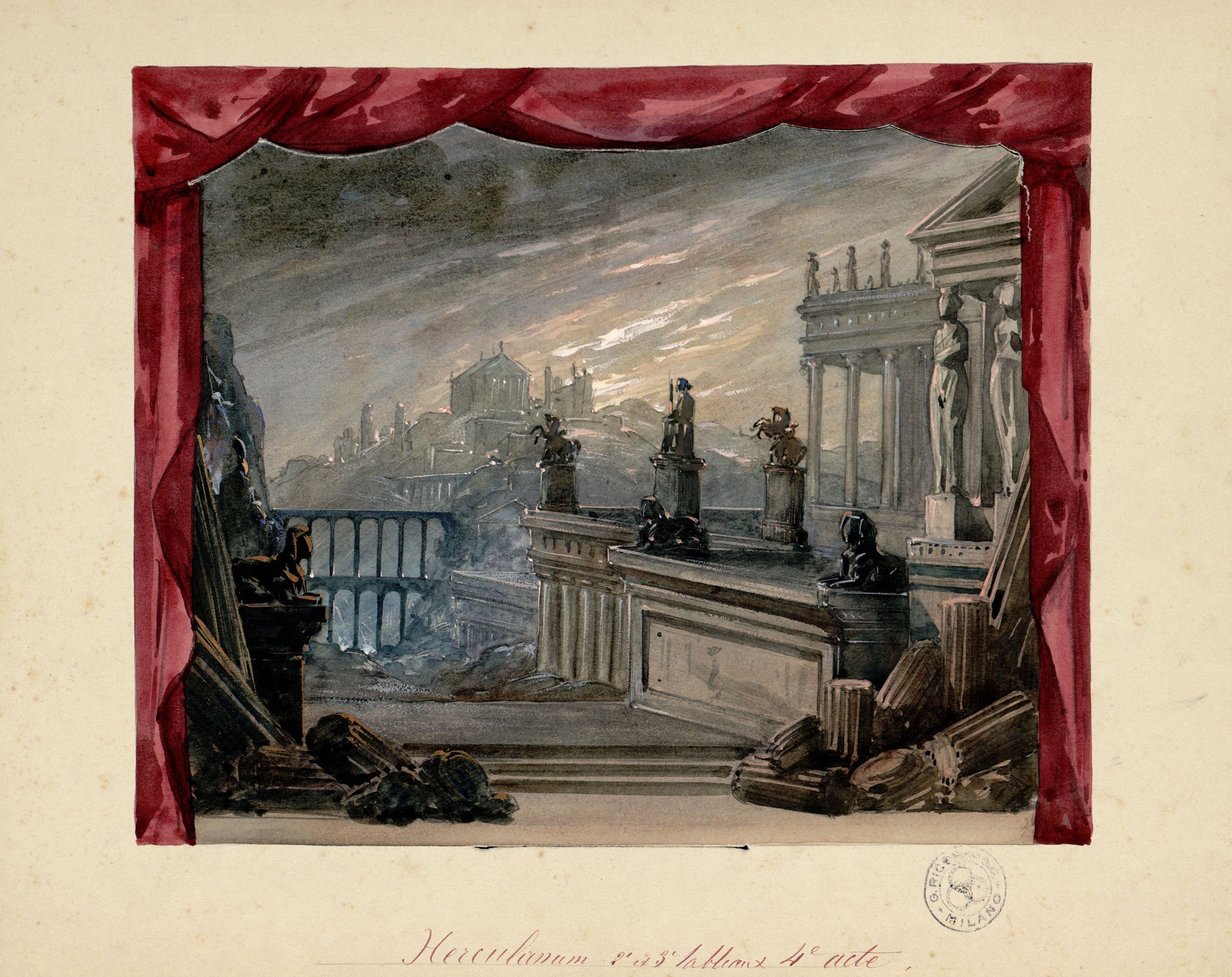
Terrazza del palazzo di Olympia, bozzetto per Herculanum atto 4 scena 2 (1859). Archivio Storico Ricordi

- L'Absence
- Allegretto agitato
- Andante
- Les brises d'Orient
- Christophe Colomb
- Le désert (oratorio)
- Les deux amies
- Doux souvenir
- L'Espagnole et l'Allemande
- 6 Esquisses symphoniques
- Formosa
- Henriette
- Herculanum (opera)
- Lalla-Roukh
- 2 Méditations
- Mélodies orientales
- 3 Mélodies-valses
- Mélodie
- Les minarets
- Moïse au Sinaï
- La perle du Brésil[2]
- Piano Trio No.1 in E-flat major
- Piano Trio No.2 in D minor
- Piano Trio No.3 in C minor
- Les quatre saisons
- Rêverie du soir
- Rêverie
- Romance sans paroles
- Le saphir
- Le soir in A major
- Le soir in F-sharp minor
- Symphony in C minor

## Selezione dalla discografia
- Trios avec Piano 2 et 3 - Perenyi, Parkanyi, Prunyi (1991, Naxos)
- Les Quatre Saisons - Ensemble Baroque de Limoges : Andrés Gabetta, Maï Ngo (violons), Pierre Franck (alto), Christophe Coin (violoncelle), David Sinclair, Yann Dubost (contrebasses) (2010, 2CD Laborie)
- Le Désert, ode-symphonie en 3 parties sur un texte d’Auguste Colin, par les solistes et le chœur de la cathédrale Sainte-Edwige de Berlin avec l'orchestre symphonique de la radio de Berlin dirigés par Guido Maria Guida (1989, Capriccio).
- Le Désert, ode-symphonie en 3 parties sur un texte d’Auguste Colin - Cyrille Dubois (ténor), Zachary Wilder (ténor), Jean-Marie Winling (récitant), Ensemble Accentus, Orchestre de chambre de Paris, Dir. Laurence Equilbey (mai 2014, Naive V5405)
- Lalla Roukh, opéra-comique en 2 actes, de 1862 - Fiset, Gonzalez Toro, Paulin... Solistes, chœur et orchestre Opéra Lafayette, dirigés par Ryan Brown (2013, 2CD Naxos).
- Herculanum, opéra en 4 actes, 1859. Véronique Gens, Karine Deshayes, Edgaras Montvidas, Nicolas Courjal. Flemish Radio Choir, Brussels Philharmonic. Hervé Niquet. 2 CD.  Palazzetto Bru Zane, 2014.
- L'ensemble baroque Les Festes d'Orphée[3] a enregistré quatre motets dans son disque « Les Maîtres Baroques de Provence » vol. IV (2012, Parnassie éditions) :
- Trois pour chœur (œuvres de jeunesse, pour la cathédrale d'Aix) : Pie Jesu Domine / Miseremini mei / Alma Redemptoris Mater,
- Un pour soliste : O Salutaris Hostia.

## Eredità e onorificenze
- Il poeta e filosofo Albert Tores scrisse per la città natale di David, un poema in suo onore, depositato nel municipio di Cadenet e nel consiglio generale.
- A Cadenet, una strada dove è ancora presente la sua casa porta il suo nome.
- Una via ad Aix-en-Provence e una statua al Rambot Park di questa città (David era uno studente di musica alla Cattedrale di Aix, Albert Tores detto Taurus, scrittore del poema).
- Anche una strada ad Avignone porta anche il suo nome.[4].
- Una strada a Parigi porta il suo nome.
- Allo stesso modo a Saint-Germain-en-Laye.[5]
- Una via Félicien David esiste anche a Vésinet.